# Abu Hamad
Abu Hamad es una ciudad de Sudán en el estado de Río Nilo. Está en la línea de ferrocarril que va desde Wadi Halfa (al norte) y Atbara (unos 250 kilómetros al sur). Su población es de unos 50.000 habitantes. Cerca de la ciudad se encuentra la localidad de Kurgus, que posee notables hallazgos arqueológicos. La ciudad se encuentra en la orilla norte del río, cerca de la punta oriental de la isla de Mograt.

## Geografía

### Clima
El clima es en general cálido y seco, con una breve estación lluviosa en los meses de julio y agosto. Las precipitaciones no alcanzan los 15 mm anuales y la temperatura en el mes más cálido puede superar los 45 °C de media durante el día.
| Mes                                                              | Ene  | Feb  | Mar  | Abr  | May  | Jun  | Jul  | Ago  | Sep  | Oct  | Nov  | Dic  |
| ---------------------------------------------------------------- | ---- | ---- | ---- | ---- | ---- | ---- | ---- | ---- | ---- | ---- | ---- | ---- |
| Temperatura máxima media (°C)                                    | 28,1 | 30,4 | 34,6 | 38,7 | 41,9 | 43,5 | 42,1 | 41,7 | 42,4 | 39,2 | 33,3 | 29,4 |
| Temperatura mínima media (°C)                                    | 12,5 | 13,8 | 17,3 | 21,0 | 25,0 | 27,2 | 26,9 | 27,2 | 27,3 | 23,7 | 18,9 | 14,4 |
| Precipitaciones (mm)                                             | 0,2  | 0,0  | 0,0  | 0,1  | 0,2  | 0,1  | 5,1  | 6,0  | 0,7  | 0,1  | 0,1  | 0,0  |
| Fuente: Archivado el 22 de noviembre de 2008 en Wayback Machine. |      |      |      |      |      |      |      |      |      |      |      |      |

- Datos: Q2439710
- Multimedia: Abu Hamad / Q2439710